# Felipe Mac Gregor

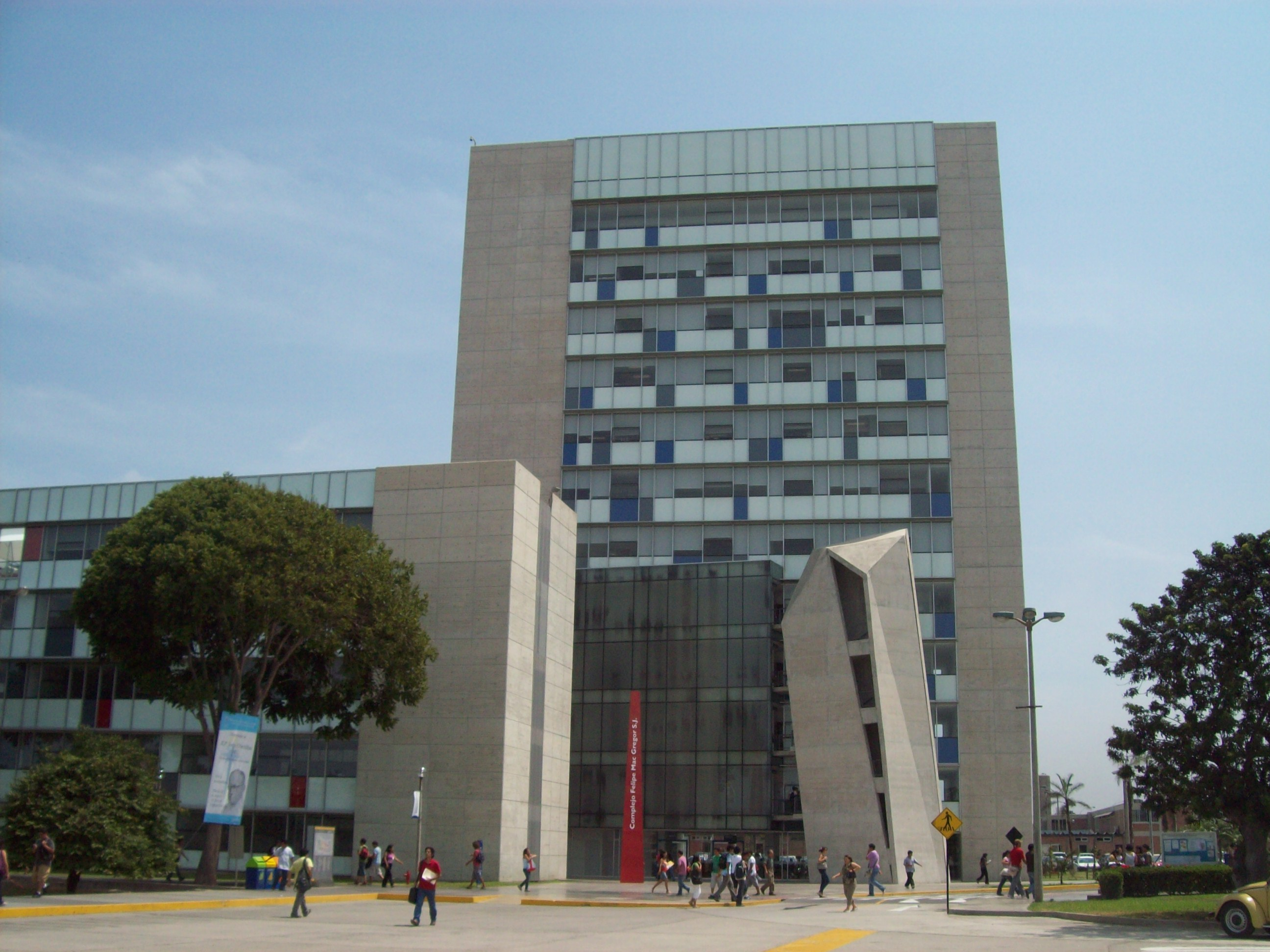
Complejo Felipe Mac Gregor S.J., Campus PUCP

Felipe Estanislao Mac Gregor Rolino (*Callao, Perú, 20 de septiembre de 1914 - † Lima, 2 de octubre de 2004) fue un sacerdote jesuita y profesor peruano. Creador del concepto de Cultura de Paz.

## Biografía
Felipe Mac Gregor era huérfano tempranamente,  fue criado por sus tías, estudiando en los colegios San José de los Hermanos Maristas, San Vicente de Paul, y San José de los PP. Jesuitas. En 1931 ingresó al noviciado de la Compañía de Jesús en Córdoba (Argentina). 
Se ordenó como sacerdote el 23 de diciembre de 1944 en Buenos Aires. Luego se graduaría en Filosofía en la Universidad de Fordham (Nueva York). 
Fue profesor y Rector en el Colegio de la Inmaculada (Lima), y profesor Principal del Departamento de Humanidades en la Pontificia Universidad Católica del Perú, de la que fue Rector entre 1963 y 1977.  
Fue durante su gestión que esta casa de estudios alcanzó su desarrollo físico y la potenciación de sus posibilidades, con el traslado de sus instalaciones al Fundo Pando (Distrito de San Miguel), en terrenos donados por don José de la Riva-Agüero y Osma. 
Director fundador y Rector del Instituto por la Paz. Nombrado Provincial de los jesuitas del Perú entre 1958 y 1962. 
Fue también Rector de la Universidad de las Naciones Unidas.  
Ejerció como presidente de la UDUAL (Unión de Universidades de América Latina y el Caribe) en 1975 y 1976. 
Desde 1980 fue Presidente de la Asociación Peruana de Estudios e Investigación para la Paz, y desde 1990 presidió el Instituto por la Paz. La UNESCO le entregó el año 2000 la Medalla Gandhi, por haber introducido el concepto "Cultura de la Paz".

## Complejo Felipe Mac Gregor S.J.
El 13 de noviembre del 2008 se inauguran los edificios del complejo arquitectónico R.P. Felipe Mac Gregor en la Pontificia Universidad Católica del Perú en el distrito de San Miguel.
Asimismo, la biblioteca de la Universidad Antonio Ruiz de Montoya-Jesuitas, lleva su nombre.
Video de la inauguración: http://www.youtube.com/watch?v=N5GfukNnhCg

## Publicaciones
- Gráficos de historia de la filosofía,coautor con Ismael Quiles,Espasa-Calpe,Bs.AS,1952.
- Decreto ley N°17437 sobre régimen de la Universidad Peruana,UNMSM,Lima,1969.
- La investigación de la paz, En Socialismo y participaciónN°22(Junio de 1983).
- Siete ensayos sobre la violencia en el Perú,Fundación Friedrich Ebert,1985(74 pgs.).
- Cultura de Paz,Lima,1986.
- La raíz del problema,Apep,Lima,1993.(52 pgs.)
- Perú,Siglo XXI,PUCP,Lima,1996(117 pgs.).
- Sociedad,ley y universidad peruana,PUCP,Lima,1998(220 pgs.).
- Reflexión sobre el Perú,PUCP,Lima,2002(172 pgs.).
- América Latina y la Doctrina de la Iglesia, diálogo latinoamericano,2004.

## Reconocimientos
- 1979: Rector Emérito de la Pontificia Universidad Católica del Perú
- 2000: Medalla Gandhi de la Unesco.

| Predecesor: Monseñor Fidel Tubino Mongilardi Rector de la Pontificia Universidad Católica del Perú | Rector de la Pontificia Universidad Católica del Perú 1963 - 1977 | Sucesor: José Tola Pasquel Pro - Rector de la Pontificia Universidad Católica del Perú |